# Giuseppe Avanzini
Giuseppe Avanzini, auch Joseph Avanzini (* 13. oder 15. Dezember 1753 in Gaino, Ortsteil von Toscolano Maderno in der Nähe von Brescia in der Republik Venedig; † 18. Juni 1827 in Padua), war ein italienischer römisch-katholischer Geistlicher, Physiker und Mathematiker.

## Leben
Giuseppe Avanzini war der Sohn von Michele Avanzini und dessen Ehefrau Orsola (geb. Fantini).
Zu einem Studium der Mathematik bei Domenico Cocoli (1747–1812) sowie der Theologie besuchte er das Priesterseminar in Brescia und wurde dort 1777 zum Priester geweiht. Nach Abschluss seiner akademischen Studien und vor seiner Promotion soll er nicht weniger als 259 Dissertationen zu verschiedenen Themen der Naturphilosophie verteidigt haben.
Er beschäftigte sich mit der Hydrostatik und war ein Mitarbeiter des Grafen Carlo Bettoni (1735–1786); gemeinsam gaben sie 1782 die Werke Pensieri sul governo de’ Fiumi und 1784 L’uomo volante per aria, per acqua et per terra heraus.
Nach dem Tod von Carlo Bettoni ging er auf Einladung von Melchiorre Cesarotti und Pater Giorgi nach Padua und wurde Professor der Mathematik am Kollegium und 1797 an der Universität Padua; im selben Jahr wurde er in den Ausschuss für öffentliche Bildung des Stadtrats Padua aufgenommen, der sich mit der Universitätsreform beschäftigte.
Aus politischen Gründen verlor er 1801 seinen Lehrstuhl und wurde Rektor der 1802 gegründeten Universität Brescia.
1806 ging er zurück an die Universität Padua und erhielt den Lehrstuhl für allgemeine Physik und angewandte Mathematik; im selben Jahr wurde er auch Mitglied Kommission, die zur Prüfung der hydraulischen Projekte zur Regulierung des Flusses Brenta aufgestellt worden war.
Von 1808 bis 1809 war er Präsident der naturwissenschaftlichen Fakultät der Universität Padua.
Zu seinen Studenten an der Universität Padua gehörte unter anderem der spätere Ingenieur Carl von Ghega.
1815 veröffentlichte Giuseppe Avanzini Opuscoli intorno alla teoria dell’ ariete idraulico.
Seine Studien zur Hydrodynamik und Aerodynamik wurden erst im 20. Jahrhundert als wichtig erkannt, zu Beginn des 19. Jahrhunderts wurden sie nur am Rande der wissenschaftlichen Forschung behandelt. Er war überzeugt davon, dass die bisher erzielten Fortschritte in der Strömungsdynamik gering waren, weil entweder alles durch die Theorie oder durch ein Experiment zu erhalten war. Allerdings konnte die Theorie, aufgrund der Komplexität des Phänomens nicht die Gesetze des Strömungswiderstands in der Bewegung liefern und das Experiment lieferte nur für die untersuchten Fälle gültige Ergebnisse. Giuseppe Avanzini versuchte die Theorie mit den Experimenten zu verbinden, um so eine Vereinfachung der Berechnungen zu erhalten und gleichzeitig die Allgemeinheit der Theorie zu bewahren. Seine damaligen Ergebnisse haben auch heute noch ihre Gültigkeit.
Für seine Experimente entwickelte er einen mit Wasser gefüllten Kanal, dem Vorläufer des modernen experimentellen Wasserkanals. In seinen Experimenten bestätigte er das theoretische Gesetz der Verschiebung des Schubzentrums für die Bewegung in Flüssigkeiten, das von einigen Wissenschaftlern als Avanzini-Gesetz bezeichnet wird; er formulierte neue Gesetze und wandte sie bei seinen Experimenten an. Seine theoretischen Studien widmete er unter anderem dem hydraulischen Widder, eine von Joseph Michel Montgolfier entwickelte Wasserhebemaschine, wegen der er auch in eine Kontroverse mit Vincenzo Brunacci (1768–1818) geriet, weil er dessen mathematischen Teil in seiner Schrift Appendice alle nuove ricerche dirette a rettificare kritisierte. Er widerlegte auch dessen Schrift Sulla vera legge dell’ urto dei fluidi contro ostacoli mobili e sopra la teoria dell’ ariete idraulico und bat wegen der daraus resultierenden streitigen Frage, den Vizekönig Eugène de Beauharnais vergebens, die Frage durch eine Kommission von Sachverständigen entscheiden zu lassen.

## Trivia
Giuseppe Avanzine gilt als der erste nach Leonardo Da Vinci, der in seinem Werk die Fähigkeit von Körpern zu fliegen erwähnte. Die Schrift L’uomo volante per aria, per acqua et per terra von Giuseppe Avanzini soll Jules Vernes inspiriert haben, Science-Fiction-Romane zu verfassen.

## Mitgliedschaften
1813 wurde er in die von Antonio Maria Lorgna (1735–1796) 1782 gegründete Società Italiana, die spätere Accademia Nazionale delle Scienze, aufgenommen.
Er war Mitglied in der englischen Freimaurerloge Grande Oriente d’Italia in Florenz und im Italienischen Institut der Wissenschaften und Künste.

## Ehrungen und Auszeichnungen
In Brescia wurde die Via Giuseppe Anvanzini nach ihm benannt.

## Schriften (Auswahl)
- Giuseppe Avanzini; Carlo Bettoni: Pensieri sul governo de’ Fiumi. Brescia, 1782 (Digitalisat).
- Giuseppe Avanzini; Carlo Bettoni: L’uomo volante per aria, per acqua et per terra. Venedig, 1784 (Digitalisat).
- Nuove ricerche dirette a rettificare la teoria della resistenza de’ fluidi e le sue applicazioni. In: Memorie dell Istituto Nazionale Italiano. Classe di Fisica e Matematica, Band 1, Teil 1. 1806. S. 199–331 (Digitalisat) und Band 2, Teil 1. 1808. S. 185–225 (Digitalisat).
- Osservazioni e sperienze sopra la teoria della resistenza de’ fluidi di Giorgio Juan. In: Memorie dell Istituto Nazionale Italiano. Classe di Fisica e Matematica, Band 1, Teil 1. 1806. S. 241–274 (Digitalisat) und Band 2, Teil 2. 1810. S. 59–120 und 321–339 (Digitalisat).
- Sopra un paradosso a cui porta la teoria della resistenza de’ fluidi dell’Alembert. In: Accademia Galileiana di Scienze Lettere ed Arti in Padova. Padua, 1809. S. 289–293.
- Nuove ricerche sulla resistenza de’ fluidi. Bologna, 1810 (Digitalisat).
- Appendice alle Nuove ricerche dirette a rettificare la teoria della resistenza de’ fluidi e le sue applicazioni. Padua, 1810 (Digitalisat).
- Supplemento alla memoria sopra la vera legge dell’urto de’ fluidi contro ostacoli mobili. Padua, 1813 (Digitalisat).
- Opuscoli intorno alla teoria dell’ ariete idraulico. Padua, 1815.
- Sopra la pressione dell’acqua corrente per lunghi tubi. In: Nuovi Saggi della (Cesarea) Regia Accademia di Scienze, Lettere ed Arti di Padova, Band 1. Padua, 1817. S. 230–248 (Digitalisat).